# 出水市立下水流小学校
出水市立下水流小学校（いずみしりつ しもずるしょうがっこう）は、鹿児島県出水市高尾野町にある公立小学校。

## 沿革
- 1874年（明治7年） - 高尾野小学校分校として創立[1]。
- 1892年（明治25年） - 下水流尋常小学校に改称。
- 1892年（昭和22年） - 第二出水海軍航空隊跡地に移転。学制改革により下水流小学校に改称。
- 1974年（昭和49年） - 創立100周年記念式典
- 2006年（平成18年） - 出水市、高尾野町、野田町の合併により出水市立下水流小学校と改称。

## 通学区域
出水市立高尾野中学校に進学。
- 上水流、ウッドタウン、星原、東水流、下山、西水流[2]

## アクセス
- 肥薩おれんじ鉄道高尾野駅より約3.5km